# Topolánszky Ádám
Topolánszky Ádám lobbista, a Lobbizás című könyv írója.
Topolánszky Ádám 1974-ben került Amerikába, ahol a tanulmányait a University of Connecticut politika- és közgazdaságtudományi szakán, majd a Columbia Egyetemen (mesterfokozat) folytatta.
1984 és 1988 között az amerikai külügyminisztérium diplomáciai protokoll részlegének volt a munkatársa.
1988-1998-ig Washingtonban, az amerikai Nemzetközi Kereskedelmi Bizottságnál protokollszakértőként és kereskedelmi tanácsosként dolgozott, később 1998-ban hazaköltözött Budapestre, ahol előbb az amerikai nagykövetség kereskedelmi referense volt, majd lobbicéget alapított Budapesten és Brüsszelben. 2003-ban kiadták a Lobbizás című könyvét.

## Kötetei
- Lobbizás. Érdekek az előtérben; Bagolyvár, Bp., 2003
- Lobbizás az Európai Unióban. Tagállami érdekérvényesítés a válság és az európai átalakulás útvesztőjében; Mundus, Bp., 2009